# خونسا (أمجز)
خونسا (بالفارسية: خونسا) هي منطقة سكنية تقع في إيران في قسم أمجز الريفي.